# طه أكغول
طه أكغول (بالتركية: Taha Akgül)‏ هو مصارع حر تركي ولد في يوم 22 تشرين الثاني 1990 في مدينة سيفاس في تركيا، تخصص بوزن 125 كغم وأبرز إنجازاته هو فوزه بالميدالية الذهبية في دورة الألعاب الأولمبية الصيفية 2016 في ريو دي جانيرو بعد تفوقه في المباراة النهائية على الإيراني كميل قاسمي، وعلى صعيد بطولات فسبقا له الفوز بذهبيتين وبرونزية واحدة، شارك أكغول أيضاً في دورة الألعاب الأولمبية الصيفية 2012 في لندن إلا أنه خسر في الدور الربع النهائي أمام الروسي بليال ماخوف ليخرج من المنافسة.

## روابط خارجية
- طه أكغول على موقع قاعدة بيانات المصارعة الدولية (الإنجليزية)
- طه أكغول على موقع اللجنة الأولمبية الدولية (الإنجليزية)
- طه أكغول على موقع أوليمبيديا (الإنجليزية)
- طه أكغول على موقع اللجنة الأولمبية التركية (التركية)